# Senäte kyrkoruin
Senäte kyrkoruin ligger på Kållandsö omkring 2,5 kilometer sydsydväst om Otterstads kyrka. De äldsta delarna anses vara uppförda under 1100-talets andra hälft och nämns första gången år 1360 i handlingarna. Det mesta av anläggningen revs år 1843 och det enda som idag återstår är ett gravkor omgärdat av en förfallen gråstensmur.

## Kyrkobyggnaden

### Medeltiden
Den ursprungliga anläggningen bestod endast av ett rektangulärt långhus med ett lägre och smalare kor med absid. Till byggmaterial har använts sandsten i murarna som vilat på en sockel. I långhusets södra mur fanns ingången vars utseende är okänt. En romansk dopfunt från byggnadsperioden förvaras nu i Otterstads kyrka efter lång vanvård på ödekyrkogården. Cuppan är kraftigt dekorerad med åtta figurframställningar inom åtta cirklar. Några av bilderna har tolkats som den helige Staffan. Den ursprungliga byggnaden dateras efter liknande kyrkobyggnader, såsom Forsby kyrka och Eriksbergs gamla kyrka, till omkring 1150-talet och dopfunten till 1100-talets senare del.
På 1300- eller 1400-talet tillbyggdes på korets norra sida en sakristia och ett vapenhus framför ingången i långhuset. Vapenhuset var försett med rundbågig portal. Ovanför porten fanns två mindre öppningar eller fönster, ett cirkelformat och ovanför detta nära nock ett korsformat. Troligen har tegel använts här som byggmaterial. Möjligen var kyrkans valv även medeltida. Ett torn av gråsten byggdes intill långhusets västra gavel förmodligen under den senare medeltiden eller vid dess slut.

### Senare förändringar
År 1626 eldhärjades anläggningen efter ett blixtnedslag. Detta förstörde taken, all inredning samt de två klockorna. 
År 1766 revs det gamla koret och kyrkan förlängdes, nästan till det dubbla, i öst med långhusets bredd. Istället för ett markerat kor fick byggnaden en för tiden modern tresidig avslutning. År 1843 raserades kyrkan förutom det Brattska gravkoret. Senäte socken införlivades därefter med Otterstads socken.

## Gravar och gravkor

### Natt och Dag
År 1626 byggdes intill tornet en gravplats åt Ture Axelsson Natt och Dag och hans fru Ebba Posse född i adelsätten Posse samt deras barn. Denna byggnad var till ytan lika stor som tornet och kallades Tranebergsgraven. På södra sidan var ett fönster och ovanför detta fanns en inmurad sten med Natt och Dag vapnet och Posse vapnet, samt en inskription om de gravsatta.

### Bratt
Det enda som idag återstår av kyrkobyggnaden är det Brattska gravkoret. Mitt på långhusets norra sida uppfördes en byggnad år 1767 till gravplats åt ägaren av Senäte gård, Abraham Bratt och hans hustru Brita Christina Rahde. Den var av tegel och gråsten och tak med enkupigt tegel. På norra gaveln är en sten inmurad med Brattska vapnet och en inskription om de gravsatta.

### Nils Bielke
I kyrkans mittgång fanns en skulpterad gravsten med följande inskrift: Här ligger begrafven then ädle och välborne Nils Bielke hvilken afsompnade på Läckö, then måndag näst före Sancte Johannis Baptistæ dag, anno domini MDLXXX tå han var på sitt fjerde år, hvars själ Gud värdiges uppväckje till then Evige glädjen, amen. Överst är stenen försedd med initialerna för Hogenskild Bielke och Anna Sture samt deras vapenbilder.